# Естер Конуелл
Естер Марлі Конвелл (англ. Esther Marley Conwell; 1922—2014) — американська вчена, відома роботами з фізики напівпровідників, провідними полімерам. Була нагороджена Національною медаллю науки США.

## Біографія
Естер Марлі Конвелл народилася в Нью-Йорку 23 травня 1922 року. Вона отримала ступінь бакалавра з фізики в Бруклінському коледжі в 1942 році. Магістерська дисертація Конуелл була присвячена теорії домішкового розсіювання світла в напівпровідниках, вона була підготовлена в Університеті Рочестера під керівництвом Віктора Вайскопфа. Естер захистила дисертацію (PhD) в 1948 році в Університеті Чикаго в лабораторії Субраманьяна Чандрасекара. Під час аспірантури вона розраховувала енергетичні рівні гідрид-іона.
Конуел викладала фізику в Бруклінському коледжі до 1950 року, потім перейшла на роботу в Лабораторії Белла під керівництвом Вільяма Шоклі. Вона працювала над теорією транспорту гарячих електронів в германії. Конуелл продовжувала свої дослідження транспорту електронів в дослідницькій лабораторії Сільва до кінця 1960-х років. У 1967 році була видана монографія «High field transport in semiconductors». Естер Конвелл переїхала в Вебстер, штат Нью-Йорк в 1972 році для роботи в Xerox і приєдналася до їх програми оптичних досліджень. Потім вона почала дослідження транспорту та оптичних властивостей квазіодновимірних органічних напівпровідників. Її дослідження в Xerox привели до значного розвитку продуктів компанії. У 1898 році Конвелл допомогла в організації центру фотоіндуковані переносу зарядів, при фінансуванні університету Рочестера, Xerox і Eastman Kodak, в якому потім працювала помічником директора. Вона стала ад'юнкт-професором на хімічному факультеті університету. Конвелл була одружена з письменником Абрахамом Ротбергом, її син, Льюїс Ротберг, став ученим, професором хімії в Університеті Рочестера. У 1980 році вона стала членом Національної інженерної академії США, в 1990 — Національної академії наук США.
У 1997 році видатні досягнення Конвелл були відзначені медаллю Едісона (перша жінка). Після виходу на пенсію в Xerox в 1998 році, вона продовжила роботу в Університеті Рочестера. Вона запропонувала теоретичне обґрунтування експериментальних результатів з транспорту зарядів ДНК. У 2010 році Конвелл була нагороджена президентом США Національною науковою медаллю США. Померла 16 листопада 2014 року в автомобільній аварії в Рочестері, штат Нью-Йорк.

## Вибрані публікації
- Esther M. Conwell. Impurity Band Conduction in Germanium and Silicon // Phys. Rev.. — 1956. — Т. 103, № 51. — doi:10.1103/PhysRev.103.51.
- Esther M. Conwell and Svetlana V. Rakhmanova. Polarons in DNA // Proceedings of the National Academy of Sciences of the United States of America. — 2000. — Т. 97, № 9. — С. 4556—4560. — doi:10.1073/pnas.050074497.
- Esther M. Conwell. Properties of silicon and germanium // Proceedings of the IRE. — 1952. — Т. 11, № 40. — С. 1327—1337.